# Karl von Corbin
Johann Paul Karl von Corbin (* 27. Mai 1788 in Wesel; † 13. November 1863 in Xanten) war ein preußischer Generalmajor und Kommandeur der 3. Landwehr-Brigade.

## Leben

### Herkunft
Karl war der Sohn des Landsrats Jakob von Corbin und dessen Ehefrau Maria Johanna Emilie, geborene Mauritz.

### Militärkarriere
Corbin besuchte das Berliner Kadettenhaus und trat anschließend am 4. April 1804 als Gefreitenkorporal in das Infanterieregiment „von Tauentzien“ der Preußischen Armee ein. Im Vierten Koalitionskrieg geriet er mit der Kapitulation der Festung Magdeburg in Kriegsgefangenschaft und schied nach dem Krieg auf Veranlassung des Bergischen Gouvernements am 17. Februar 1808 als Sekondeleutnant aus der Armee aus.
Er trat daraufhin mit Patent vom 1. Februar 1808 als Sekondeleutnant in die Dienste des neuerrichteten Großherzogtums Berg. Am 5. Oktober 1808 wurde er Premierleutnant und im Jahr darauf Kapitän. Er nahm mit dem bergischen Kontingent während des Spanienfeldzuges an der Belagerung von Gerona sowie den Gefechten bei St. George, Bollasokit, Bascava, St. Michel, Bagnola, Villa Rance und St. Daniel teil. Die Truppen kehrten 1810 zurück, um 1812 an Russlandfeldzug teilzunehmen. Dort kämpfte er in den Schlachten bei Witebsk und an der Beresina. Corbin befand sich vom 22. Dezember 1813 bis zum 19. April 1814 in Kriegsgefangenschaft.
Nach seiner Entlassung war er Kommandant von Bonn, trat am 2. April 1815 in preußische Dienste über und wurde als Kapitän im 7. Kurmärkischen Landwehr-Infanterie-Regiment angestellt. Am 9. Februar 1816 zunächst dem 27. Infanterie-Regiment und dann am 31. März 1817 dem 24. Infanterie-Regiment aggregiert, wurde Corbin am 30. März 1824 in letztgenannten Verband einrangiert. Mitte Mai 1829 avancierte er zum Major und wurde am 30. März 1832 als Kommandeur des I. Bataillons in das 8. Landwehr-Regiment versetzt. Dort wurde er am 30. März 1840 zum Oberstleutnant befördert und am 28. März 1841 in das 10. Infanterie-Regiment versetzt. Am 6. Juli 1841 beauftragte man ihn zunächst mit der Führung des 11. Infanterie-Regiments und ernannte Corbin am 12. September 1841 zum Regimentskommandeur. In dieser Eigenschaft stieg er am 7. April 1842 zum Oberst auf. Am 9. März 1848 folgte seine Ernennung zum Kommandeur zur 3. Landwehr-Brigade sowie am 10. Mai 1848 die Beförderung zum Generalmajor. Unter Verleihung des Roten Adlerordens II. Klasse mit Eichenlaub nahm Corbin am 4. April 1850 seinen Abschied mit Pension. Er starb am 13. November 1863 in Xanten am Rhein.

### Familie
Corbin heiratete am 28. September 1819 in Wesel Anna Christina Franziska von Kinsky (1794–1868).